# Heiligers Brunnen

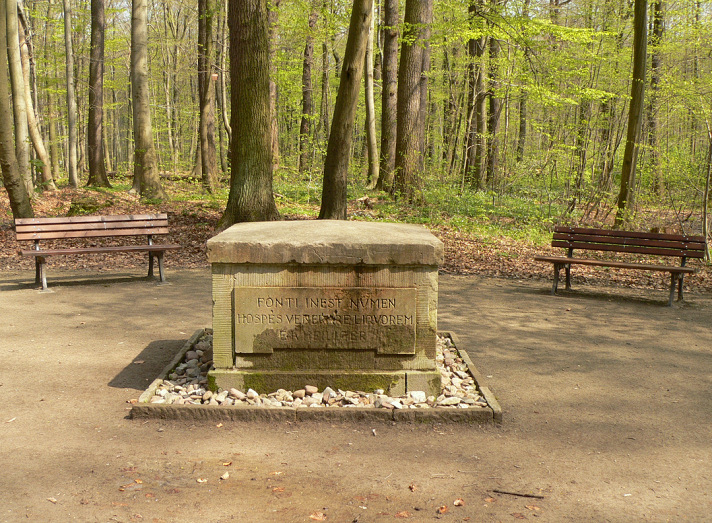
Die denkmalgeschützte Einfassung aus dem 18. Jahrhundert von Heiligers Brunnen, einer Heilquelle in der Eilenriede

Heiligers Brunnen (auch: Heiligers-Brunnen) in Hannover ist eine denkmalgeschützte Anlage einer schwefelhaltigen Quelle. Das Wasser tritt heute aus einem Rohr zwischen Steinen als kleiner Quell in Höhe eines Fußweges zutage und speist unter anderem das nahegelegene historische Naturbad Kopperloch. Standort des nach dem hannoverschen Bürgermeister Ernst Anton Heiliger benannten und im 18. Jahrhundert errichteten Baudenkmals ist der Waldweg Brunnenstieg in der Eilenriede im Gebiet des Stadtteils Kleefeld.

## Geschichte
Der Überlieferung nach soll Bürgermeister Heiliger bei einem sommerlichen Spaziergang vom Pferdeturm zum Kirchröder Turm durch Waldarbeiter einen Trunk aus der Quelle angeboten bekommen haben. Nach der Verkostung soll Heiliger seinen Hausarzt, den seinerzeit berühmten Leibarzt Johann Georg Zimmermann, informiert haben, der wiederum den Hofbotaniker Friedrich Ehrhart über die Entdeckung in Kenntnis setzte.
In jedem Fall analysierte und beschrieb Erhard, der neben anderen Mineralquellen auch die Salzquellen von Badenstedt oder etwa die Schwefelquelle von Limmer fand, auch den in der Eilenriede aufgefundenen Born. Er schrieb: „Die Quelle ist sehr wasserreich und springt mit Gewalt aus der Erde hervor. Das Wasser ist ungemein klar, dabei kalt, und überaus angenehm zu trinken. Seine Bestandtheile sind ein wenig in Gas gelöstes Eisen, neben etwas Kalk und Kochsalz.“ Auf Veranlassung von Bürgermeister Ernst Anton Heiliger wurde die Quelle daraufhin in ein quadratisches Sandsteinbecken gefasst, das an drei Seiten mit lateinischen Inschriften versehen wurde. Ehrhart war davon ausgegangen, dass die Quelle als Heilbad genutzt werden könne, was nicht geschah; Anfang des 20. Jahrhunderts war die Quelle fast versiegt. 1953 wurde an der vierten Seite der Steineinfassung eine Inschrift in deutscher Sprache ergänzt, die die drei lateinischen Sprüche übersetzt zusammenfasst:

„Komm / Siehe / Trinke / Gottheit wohnt inne dem Born / O Gast verehre die Quelle / Trinkend schöpfte daraus die Flüssigkeit Heiliger einstmals 1794.“

Nach den Erinnerungen des hannoverschen Fabrikanten und Kunstsammlers Bernhard Hausmann war Heiligers Brunnen insbesondere in der ersten Hälfte des 19. Jahrhunderts „ein beliebtes Ziel der lustwandelnden Hannoveraner“.
1963 wurde das abgeflachte Pyramiddach über dem Brunnen vollständig erneuert, 2007 das Brunnenbecken restauriert.